# Jens Jørn Bertelsen
Jens Jørn Haahr Bertelsen (født 15. februar 1952 i Guldager) er en dansk tidligere landsholdsspiller i fodbold.

## Landsholdskarriere
Debuterede i Bergen mod Norge (0-0). Den 24-årige Jens Jørn Bertelsen spillede på midtbanen med Niels Tune og Peter Poulsen. Tre år senere var saldoen nået op på 3 landskampe. Det var først, da Sepp Piontek tiltrådte i 1979, at Jens Jørn blev etableret landsholdsspiller. Det var han så til gengæld også i de ni følgende år, og han opnåede også at være med ved EM i 1984 og VM i 1986.
Jens Jørn scorede i 1979 i Cadiz mod Spanien (3-1). Hans andet mål faldt i 1986, hvor Jens Jørn blev matchvinder i Idrætsparken mod Finland (1-0) i Danmarks første EM 1988 -kvalifikationskamp. Han spillede sin sidste landskamp som 35-årig i Cardiff mod Wales (0-1) i 1987. Selvom Jens Jørn var med i 24 kampe, hvor Danmark ikke scorede, er der plus på kontoudskriften, der siger: 32 sejre – 12 uafgjorte – 25 nederlag. Målscore: 97-77. Jens Jørn Bertelsen opnåede desuden fem kampe på vort U-landshold i 1975.
Jens Jørn Bertelsen var en lille midtbaneslider af rang. Han var konstant i bevægelse og var ekspert i at erobre bolde. På landsholdet var hans opgave at få fat i bolden og slippe den hurtigt med korte præcise afleveringer – og den opgave løste han fornemt. Når Piontek skulle udtage landsholdet, startede han som regel med at skrive JJB på sin blok. Jens Jørn – og ikke "Jens Jørgen", som mange tror – Bertelsen havde et meget benyttet øgenavn: Sjønne.

## Seniorkarriere
Jens Jørn startede som 8-årig i den lokale klub Sædding-Guldager Idrætsforening. Det var først som 21-årig, han skiftede til Esbjerg fB, som han spillede for i to omgange. Da Sjønne vendte hjem fra udlandet i 1987, blev han spillende træner i Esbjerg. I alt spillede han 317 kampe og lavede 42 mål for klubben.
I 1976 var Sjønne med til at vinde pokalfinalen (2-1 over Holbæk), og han blev kåret til finalens pokalfighter. I 1979 var han med til at vinde DM med Esbjerg. Samme år blev han kåret til Årets fodboldspiller i Danmark. Det var først som 30-årig, at Sjønne valgte at blive professionel i udlandet. Han måtte forlade belgiske Seraing, da klubben krakkede.

## Efter karrieren
Inden udrejsen havde Jens Jørn Bertelsen, der var udlært i forretningen Sportland, været købmand, assurandør og regnskabsmand. Efter han var vendt hjem, købte han i 1989 Jensens Bøfhus i Esbjerg, som han stadig ejer. Han var på et tidspunkt engagereret i kædens restauranter i Horsens og Fredericia, men har trukket sig ud af dem igen. Sjønne var i en årrække formand for Esbjerg Erhvervsklub. I fritiden spiller Sjønne golf med nogle af sine gamle fodboldvenner. Som sine bedste trænere peger Sjønne på Ottmar Hitzfeld og naturligvis Sepp Piontek.
Jens Jørn Haahr Bertelsen bor i Hjerting ved Esbjerg.